# Мартиноне (Сондрио)
Мартиноне је насеље у Италији у округу Сондрио, региону Ломбардија.
Према процени из 2011. у насељу је живело 8 становника. Насеље се налази на надморској висини од 1178 м.